# ユーゴスラビア新共産党
ユーゴスラビア新共産党とはマルクス・レーニン主義をかかげるセルビアの政治団体である。

## 概要
ユーゴスラビア新共産党は作家・翻訳家のブランコ・キタノヴィッチにより1990年に結成された。1992年には青年部門のユーゴスラビア共産主義青年同盟が結成されている。
ユーゴスラビア新共産党はマルクス・エンゲルス・レーニン・スターリンの思想及び中国・ベトナム・ラオス・北朝鮮・キューバの現体制を支持している。その一方でチトー主義及び1990年までのユーゴスラビア社会主義連邦共和国の体制を強く否定している。ユーゴスラビア新共産党はユーゴスラビアの再統一を目標としている。
ユーゴスラビア新共産党は2006年1月21日のセルビア総選挙を基本的な民主主義の原則と人権宣言に反するものであるとしてボイコットした。その後2010年の選挙法改正時の政党登録に失敗している。
しかし、2023年12月17日に行われた2023年セルビア総選挙では、ロシア党と連立を組んで出馬した。